# Teodor Černý
Teodor Černý (ur. 18 stycznia 1957 w Kadaniu) – czechosłowacki kolarz torowy i szosowy, brązowy medalista olimpijski oraz mistrz świata w kolarstwie torowym.

## Kariera
Pierwszy sukces w karierze Teodor Černý odniósł w 1980 roku, kiedy wspólnie z Martinem Pencem, Jiřím Pokorným i Igorem Slámą zdobył brązowy medal w drużynowym wyścigu na dochodzenie podczas igrzysk olimpijskich w Moskwie. Na mistrzostwach świata w Colorado Springs w 1986 roku w tej samej konkurencji wywalczył złoty medal. W drużynie Czechosłowacji obok niego wystartowali także Pavel Soukup, Aleš Trčka i Svatopluk Buchta. Černý startował także w wyścigach szosowych, zajmując między innymi drugie miejsce w klasyfikacji generalnej wyścigu w Lidicach.